# Lauren German

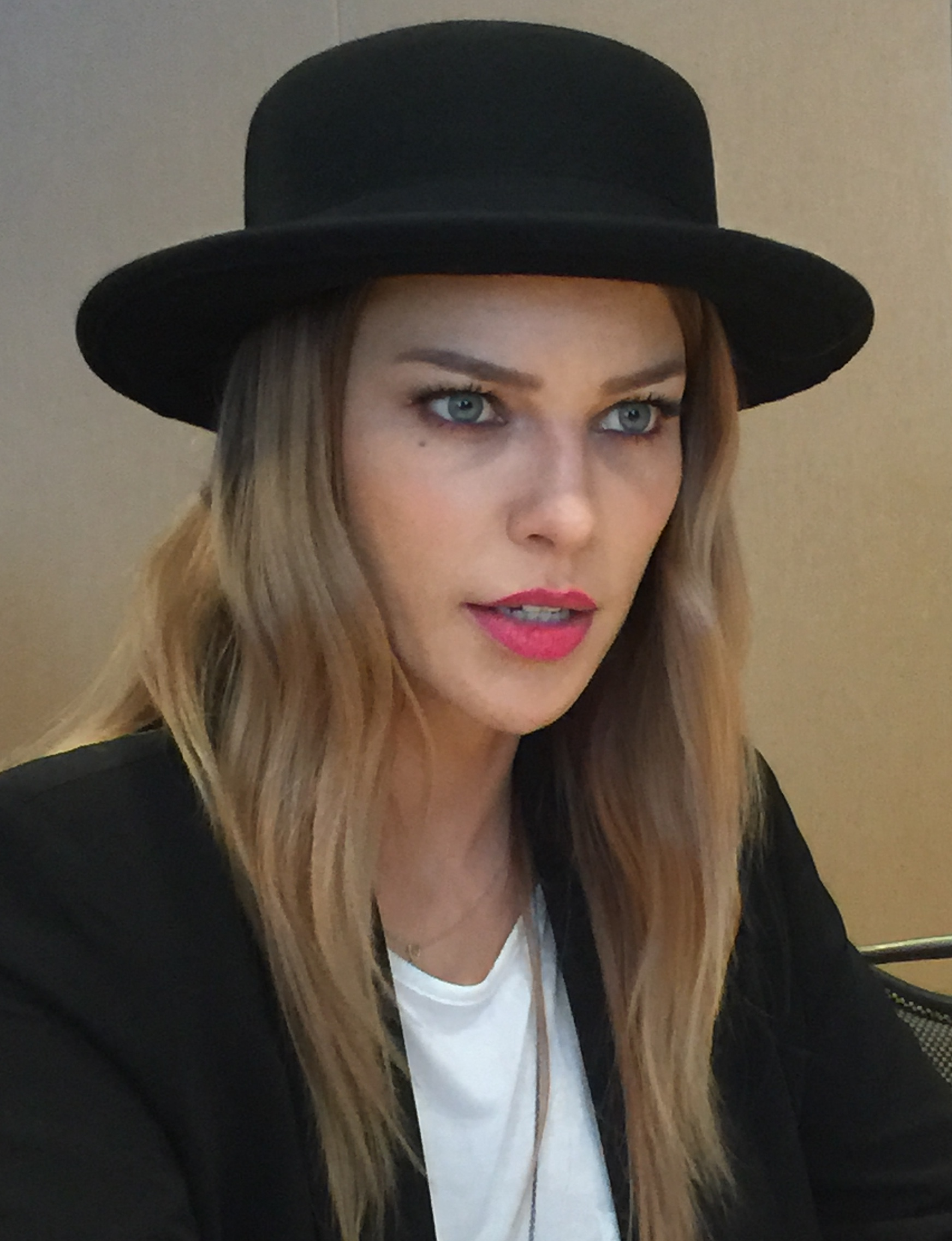
Lauren German (2015)

Lauren Christine German (* 29. November 1978 in Huntington Beach, Kalifornien) ist eine US-amerikanische Schauspielerin.

## Leben und Karriere
Lauren German besuchte die Orange County High School of the Performing Arts in Südkalifornien, in der sie als Tänzerin ausgebildet wurde. Des Weiteren nahm sie Stunden in der prominenten Institution The Actors Studio in Huntington Beach. Sie studierte Anthropologie und Politikwissenschaft an der University of Southern California. Dieses Studium brach sie kurz vor dem letzten Jahr ab, um ihrer Karriere als Schauspielerin nachzugehen.
German hatte ihre erste Rolle 1999 als Kimmy in der Fernsehserie Undressed – Wer mit wem?. Ein Jahr später spielte sie ihre erste Filmrolle in Den Einen oder keinen. 2001 hatte sie – als Beth – ihren ersten Fernsehauftritt in der Sendung Shotgun Love Dolls. 2002 spielte sie gleich in drei Filmen mit; als Belinda in Nur mit Dir – A Walk to Remember, als Darcy Peters in Dead Above und als Elena in A Midsummer Night’s Rave. 2003 spielte sie sowohl in dem Fernsehfilm The Lone Ranger als Emily Landry mit, sowie ebenfalls als die Anhalterin in Michael Bay’s Texas Chainsaw Massacre. 2004 spielte sie als Gertle in Piggy Banks mit. 2005 spielte sie in den Filmen Simple Lies als Melissa, Standing still – Blick zurück nach vorn als Jennifer und in der Fernsehserie Sex, Love & Secrets als Rose mit. 2006 spielte sie sowohl in dem Fernsehfilm Surrender Dorothy als Maddy, als auch in You Are Here als Cassie mit, gefolgt von Rollen in It Is Fine. Everything Is Fine!, Hostel 2, What We Do Is Secret sowie Love and Mary und Killer Moves. 2011 wurde sie für die zweite Staffel der Serie Hawaii Five-0 als neue Hauptdarstellerin verpflichtet. Nach der Hälfte der Staffel verließ sie die Serie um eine Hauptrolle bei Chicago Fire anzunehmen. Von 2016 bis 2021 spielte sie die weibliche Hauptrolle in der Serie Lucifer.
2002 wurde German zur Nummer 47 in der – von der Maxim veröffentlichten – Liste der Hot 100 of 2002 gewählt.

## Filmografie (Auswahl)
- 2000: Den Einen oder Keinen (Down to You)
- 2000: Undressed – Wer mit wem? (Undressed)
- 2001: Shotgun Love Dolls
- 2001: Eine himmlische Familie (7th Heaven, Fernsehserie, Episode 5x18)
- 2002: Nur mit Dir – A Walk to Remember (A Walk to Remember)
- 2002: Dead Above Ground
- 2002: A Midsummer Night’s Rave
- 2002: Going to California (Fernsehserie, Episode 1x14)
- 2003: The Lone Ranger
- 2003: Michael Bay’s Texas Chainsaw Massacre (The Texas Chainsaw Massacre)
- 2005: Piggy Banks
- 2005: Simple Lies (Rx)
- 2005: Standing still – Blick zurück nach vorn (Standing Still)
- 2005: Sex, Love & Secrets (Fernsehserie, 8 Episoden)
- 2006: Surrender Dorothy
- 2007: You Are Here (Spin)
- 2007: It Is Fine. Everything Is Fine!
- 2007: Hostel 2 (Hostel: Part II)
- 2007: What We Do Is Secret
- 2007: Love and Mary
- 2008: Mating Dance
- 2009: Made for Each Other
- 2009: Dark Country
- 2010: Happy Town (Fernsehserie, 8 Episoden)
- 2011: Memphis Beat (Fernsehserie, 2 Episoden)
- 2011: The Divide – Die Hölle sind die anderen (The Divide)
- 2011: Human Target (Fernsehserie, Episode 2x11)
- 2011–2012: Hawaii Five-0 (Fernsehserie, 15 Episoden)
- 2012–2014: Chicago Fire (Fernsehserie, 49 Episoden)
- 2014: Chicago P.D. (Fernsehserie, 2 Episoden)
- 2016–2021: Lucifer (Fernsehserie, 93 Episoden)